# 호설암

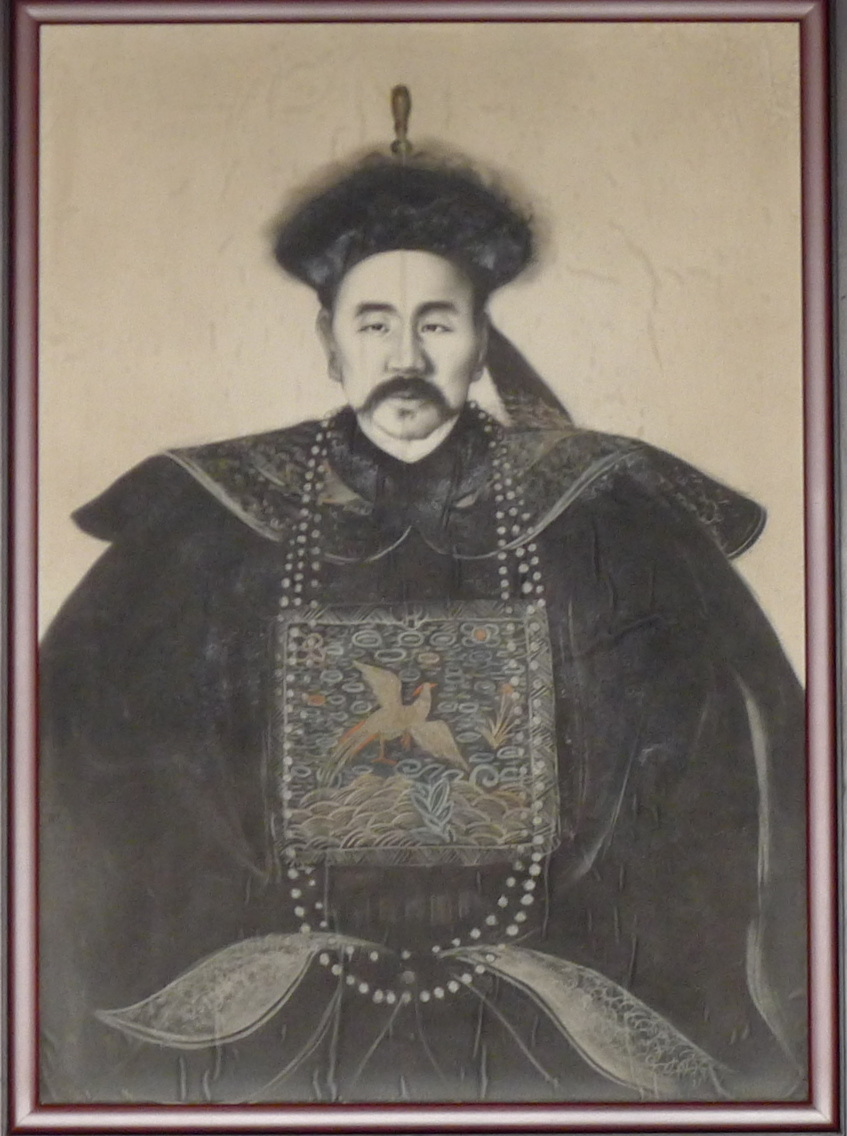
호설암의 사진 (호경여당 중약박물관)

호설암(중국어 정체자: 胡雪巖, 병음: Hú Xuěyán, 1823년 - 1885년)은 청나라 말기의 사업가이다. 이름은 광용(光墉), 자는 설암(雪巖)이기 때문에 호설암이라고 불렀다. 안후이의 지시현 출신으로 청나라 말기에 항저우에서 창업하여, 상하이까지 활동 범위를 넓혔다. 당시 관상으로 막대한 부를 얻은 한편 청나라 정부에 기여한 공적을 인정받게 된다. 관리에게만 허용하던 홍정모와 관복을 상인의 신분으로 극소수의 특례로 부여했기 때문에 ‘홍정상인’(紅頂商人)이라는 호칭으로 불리기도 했다.

## 생애
호설암은 1823년 안후이성 지시현에서 태어났다. 12살때 아버지가 죽고 집안이 어려워지자 항저우로 이사를 가서 ‘신화전장’(新和錢莊)의 견습일과 허드렛일을 하면서 생활을 시작하여 3년만에 정식 직원이 되었다. 이곳에서의 경험과 쌓은 인맥은 이후 그가 세울 ‘부강전장’(阜康錢莊)의 토대가 되어 주었다.
26세의 나이에 현지 염상 거물이었던 왕유령과 친교를 맺었다. 그에게 은전 500냥을 투자하여 그의 사업을 돕는다. 왕유령은 호설암의 돈으로 절강염대사라는 관직을 얻게 된다. 항주지부(이후의 절강순무)가 된 왕유령의 조력 하에 독립하여 스스로 부강전장(阜康錢莊)을 시작했다. 이어 그는 토지, 식량, 비단, 전당포 등 폭넓게 경영을 확장한다. 특히 왕유령이 설치한 공수국(捐輸局)은 운영자금을 부강전장에 일괄 관리하게 했다. 왕유령에 의해 명명된 부강(阜康)이라는 말의 출전은 ‘화양국지’(華陽國志) 중의 구절인 “태평도치, 민물부강(世平道治, 民物阜康)”에서 온 것이다.
1861년, 태평천국의 난(1850년 ~ 1864년)의 여파는 절강성까지 미쳤으며, 이듬해 1862년 그 혼란 속에서 절강순무로 재임하던 왕유령은 태평천국군의 사나운 공격에 패하여 자결을 했다. 최대의 지원자였던 왕유령을 잃고 호설암은 위기에 빠졌다. 그러나 이때 절강순무 왕유령의 후임으로 좌종당이 임명되어 왔다. 당시 좌종당이 이끄는 군대는 5~6개월 동안 군량을 보급받지 못해, 큰 위기에 빠져 있었다. 호설암은 불과 3일만에 군량 10만석을 항저우의 관군에게 조달하는 능력을 보여주면서 명성과 이익을 얻었고, 좌종당의 확실한 신임을 얻게 된다.
부강전장의 전성기에는 각 성에 20개의 지점으로 확장했다. 1874년(동치 13년)에 문을 연 약국 〈호경여당〉(胡慶餘堂)은 그의 수많은 사업체 중 유일하게 현재까지 남아있는 곳이다. 약은 인명과 관계 있는 것이기 가짜를 응징하는 ‘계기’(戒欺)라는 말을 호설암 스스로 정했다. 현재는 중화인민공화국 정부의 상업 부문에서 인정받은 전통 노포 중화노자호(老舗中華老字号)로서 항저우 청하방 대정항에 있는 본점 외에 중국 전역에 점포가 있으며, 제약과 진료를 하고 있다. 청하방에는 석고벽으로 검게 대서된 호경여당(胡慶餘堂)이라는 글자를 볼 수 있다. 본점은 전국 중점 문물 보호 단위로 지정되어 박물관으로도 이용될 뿐만아니라, 방문객이 처방전이 필요없는 약 등도 구입할 수 있다.
그의 가장 큰 성공은 민절총독인 좌종당과 강력한 관계를 맺고 식량과 무기탄약의 운반을 맡은 것이었다. 그러나 이것이 역설적으로 그의 가장 큰 실패의 원인이 되었다. 증국번의 사후 권력투쟁을 벌이던 이홍장은 좌종당을 실각시키기 위해 호설암을 제거할 준비를 시작한다. 막대한 부를 일군 호설암은 거대한 저택을 짓고, 많은 첩을 거느렸고, 다른 이들로부터 비난을 받을 사치를 누리고 있었다.
호설암의 가업에서 가장 중요했던 것은 전장과 비단 거래였다. 1882년, 비단수출을 독점하려고 생사를 매점매석했다. 그러한 시도는 유럽 상인들의 분노를 샀고, 그들은 1년을 보이콧하며 견뎠다. 이듬해 1883년 새로 생산된 생사가 시장에 쏟아져 나왔으며, 이탈리아에서 대량의 생사가 생산되자 생사의 가격은 폭락했다. 호설암은 800만 냥이라는 엄청난 손실을 보았으며, 이때를 틈타 부강전장에 예치하기로 했던 되어 청나라 정부 자금도 소유렴(邵友濂)에 의해 고의로 지연되고 있었다. 자금 부족에 빠지게 되자 신용문제로 발전하였고 각 성의 전장에 뱅크런이 일어나 1884년 (광서 10년)에 부강전장은 파산했다.
호설암은 가산이 압류되는 가운데, 광서 11년 11월 1일 (1885년 12월 6일)에 62세 일기로 사망했다.
중국에서는 현재에도 막대한 부를 얻은 사업가로 널리 알려져 있으며, 호설암의 일대기를 다룬 수많은 책과 텔레비전 드라마가 제작되고 있다.

## 대중문화
- 八月桂花香 - 대만 TV 영화
- 红顶商人 - 중국 TV 연속극 총25화
- 《상경 (商經)》, 스유엔 지음, 김태성 외 옮김, 더난출판사, 2002년, ISBN 978-89-8405-142-3

## 같이 보기
- 호경여당
- 좌종당
- 왕유령
- 성선회